# Ница, Александр Фёдорович
Александр Фёдорович Ница (7 сентября 1870, село Пересечина, Оргеевский уезд, Бессарабская губерния — 8 июля 1918, Уфимская губерния) — российский общественный деятель, преподаватель, редактор газеты «Уфимский вестник» (1911—1915), православный святой.

## Биография
Родился в семье священника.
Окончил Кишинёвское духовное училище (1884), Кишинёвскую духовную семинарию (1890), Киевскую духовную академию со степенью кандидата богословия (1894) и первый курс юридического факультета Санкт-Петербургского университета (1896).
Коллежский секретарь, помощник ревизора Уфимской контрольной палаты (1899—1906).
Член Комитета по устройству народных чтений (1900) и правления Уфимского общества любителей пения (1903), титулярный советник (1901), коллежский асессор (1904), член Уфимского отделения Конституционно-демократической партии (1905) и Семейно-педагогического общества (1909).
Секретарь редакции газеты «Вестник Уфы» (1906—1909), редактор газеты «Уфимский вестник» (1911—1915).
Преподаватель латинского языка и введения в философию (1912), классный наставник (1913), секретарь педагогического совета (1914) и директор (1916) частной мужской гимназии.
Член-учредитель Восточно-русского культурно-просветительного общества (1916) и член его совета (1917).
Во время революции А. Ф. Ница «сошел с политической арены». «Будучи кабинетным работником, он избегал словесных публичных выступлений, предпочитая отстаивать свои политические взгляды путем печатного слова». (Н. И. Астров, В. Ф. Зеллер, «Памяти Погибших», Париж, 1929.)
В 1917 году член Уфимского комитета Всероссийского союза городов и Губернского комитета по народному образованию, товарищ председателя экстренного епархиального съезда и делегат Всероссийского съезда духовенства и мирян, член исполнительного епархиального комитета, председатель церковного совета храма свт. Николая Чудотворца в Уфе. Член Поместного Собора Православной Российской Церкви по избранию как мирянин от Уфимской епархии, участвовал в 1-й сессии, член VI, VII отделов.
В январе 1918 году председатель епархиального съезда, член редакционной комиссии журнала «Уфимский церковно-народный голос».
В конце июля 1918 года взят большевиками в качестве заложника, зверским образом убит и брошен в воду, ниже по течению от города Бирск, около села Николо-Березовки. А. Ф. Ница был одним из девяти уфимских заложников. Известно, что вместе с А. Ф. Ница из 98 Уфимских заложников
были убиты еще восемь человек, среди них член партии кадетов адвокат Анатолий Никанорович Полидоров, председатель губ. комитета партии эсеров и врач Тарновский, начальник Уфимской милиции Ауэрбах, журналист Редер, и коллега по изданию «Уфимская Жизнь» граф Пётр Толстой (брат А. П. Толстого).
В 1981 году прославлен в лике святых Русской Православной Церковью Заграницей.

## Сочинения
- Происхождение старокатоличества и его отношение к Православной Церкви (1894) // ИР НБУВ. Ф. 304. Д. 1364.
- Предание о нападении на Уфу сибирских царевичей Аблая и Тевкеля. Уфа, 1912.
- Речь // Уфимские епархиальные ведомости. 1917. № 14.

## Семья
Обвенчан с Верой Архиповной Боборыкиной, дети: Евгения, Вера, сын. Брат — молдавский и румынский политический деятель, Ницэ, Сергей Фёдорович. Всего 8 братьев и сестер. Внуки — Яблонская, Марианна Викторовна, Яблонская Татьяна Викторовна. Правнучка — Марианна Яровская.